# Microgram
El microgram és una unitat de massa del Sistema Internacional d'Unitats que equival a la milmillonèssima part d'un quilogram (10-9 kg) o a la milionèsima d'un gram (10-6 g). El microgram s'empra en les anàlisis químiques quantitatives per mesurar la petitíssima quantitat de components que té una petita mostra. L'aparell encarregat de mesurar els micrograms és l'espectrofotòmetre.
S'abreuja habitualment com a µg, encara que organitzacions com Joint Commission recomanen la utilització de l'abreviatura mcg en comptes de l'anterior, pel risc de confusió de la lletra grega µ amb una m, resultant en una dosi mil vegades major.

## Equivalències
- 1 mcg o µg
- 0,001 mg
- 0,0001 cg
- 0,00001 dg
- 0,000001 g
- 0,0000001 dag
- 0,00000001 hg
- 0,000000001 kg